# 당신이 소원을 말하면
《당신이 소원을 말하면》은 2022년 8월 10일부터 2022년 9월 29일까지 방송된 KBS 2TV 수목 드라마이다.

## 기획 의도
삶의 끝에 내몰려 위태롭게 버티고 있던 청년 겨레, 사회봉사 명령으로 호스피스 병원에 들어가다! 유일한 가족인 아들을 데리고 심드렁하게 발을 들인 그 병원에서 사람들의 마지막 소원을 들어주며 사랑과 연대, 성장, 그리고 비밀을 만나게 되는 이야기

## 방송 시간
| 방송 채널 | 방송 기간                                             | 방송 시간                           | 방송 분량             |
| --------- | ----------------------------------------------------- | ----------------------------------- | --------------------- |
| KBS 2TV   | 2022년 8월 10일 ~ 2022년 9월 29일 [1회~16회] (본방송) | 매주 수요일, 목요일 밤 9:50 ~ 11:00 | 70분 (중간 광고 포함) |
| KBS 2TV   | 2022년 8월 24일 [5회] (본방송)                        | 수요일 밤 9:50 ~ 11:10              | 80분 (중간 광고 포함) |

## 제작진

### 제작사
- 클라이맥스 스튜디오

### 극본
- 조령수 : ( 영화 《아이 캔 스피크》(각색), 영화 《골든 슬럼버》(각색) 등 집필 )

### 연출
- 김용완 : ( 영화 《챔피언》(각본&감독), tvN 월화드라마 《방법》(연출), 영화 《방법: 재차의》(감독) 등 연출 )

## 등장 인물

### 주요 인물
- 지창욱 : 윤겨레 (20대 중반, 남) 역 - 어린 시절, 아버지의 폭력으로부터 달아나 제 발로 보육원에 걸어 들어간 그가 한 생각은 '살고 싶어'. '사실은 죽기 전에 딱 한 번만이라도... 남들처럼 행복해지고 싶어'라는 게 불행과 절망이 일상인 윤겨레의 '진짜' 소원이다. 보통의 청춘보다 세 배쯤 더 아픈 윤겨레는 보육원에서 소년원, 그리고 교도소까지 이어지는 남들보다 무거운 삶의 무게를 지고 있다. 보육원에서 나오자마자 같은 보육원 출신 석준에게 정착지원금 500만 원을 통으로 날리고, 아무리 죽어라 일해도 삶은 나아질 기미가 보이지 않았다. 아무런 준비 없이 나온 사회는 처절할 정도로 냉혹했다. 그래서 그는 결국, 죽어도 하지 않겠다던 양아치 건달 짓으로 배를 채웠다.

그에게 유일한 건 길에서 주운 개 '아들이'와 자신에게 집착을 쏟는 준경뿐. 시한부를 선고 받은 아들이 죽기 전, 바다 한번 보자는 생각으로 동해로 향하던 중 석준으로부터 도망치다 오중추돌 사고를 일으키게 된다. 이 사고로 태식과 우리 병원 사람들을 만나게 되는 겨레. 겨레는 태식의 계획으로 우리 호스피스 병원에서 사회봉사를 하게 되는데... 기춘의 친아들.
- 성동일 : 강태식 (50대 초반, 남) 역 - '우리 호스피스 병원'의 화장실 휴지통 속사정까지 샅샅이 알고 홍반장처럼 구는 이 남자를 처음 본 사람이라면, 극성맞은 의사 혹은 관리과장이나 원장이라도 되는 줄 알겠지만, 그는 이 병원의 열혈 자원봉사 반장이다. 행동거지가 거침없고 지나치게 솔직해서 오해를 살 때도 있지만, 대부분 사람이 그를 좋아한다. 병원과 환자에 대한 그의 마음을 말하지 않아도 느끼기 때문. 이 병원에 왔을 때 폐암 4기였던 태식은 자신을 챙겨주는 사람들의 그 따뜻한 마음들에 기댄 채 담담히 죽음을 기다리고 있었는데, 기적적으로 병이 호전되어 더 살게 되었고, 이 감사함을 어떻게 갚을 수 있을까 생각하다가 병원에서 특별한 봉사활동을 하게 된다.

일명 '마지막 소원 성취 봉사'
- 최수영 : 서연주 (30대 초반, 여) 역 - 백조 같지만, 이상한 간호사이기도 한 연주를 생각하면 떠오르는 단어는 '근육'과 '근손실'. 근손실을 지구 멸망급으로 생각하고 집착적으로 운동을 하는 그녀는 극한의 인내심응 요구하는 크로스핏이나 웨이트 같은 운동을 즐긴다. 그리하여 자연스럽게 건강의 아이콘, 활기의 아이콘, 생기의 아이콘으로 호스피스 병원에서 가장 빛나는, 모두에게 반짝이는 희망을 주는 존재이다. 아마 그러려고 운동을 하는 모양이다. 모두에게 도움이 되는 존재이고 싶어서... 모두의 마지막을 온 힘 다해 지켜주는 사람이고 싶어서... 생명을 늘리는 일이 고통을 연장하는 일이기 때문에 연주는 처음 병원 일을 시작할 때 그만둘까 많이 고민했었다. 어릴 때부터 사람 살리는 일을 하고 싶어서 간호사가 된 것인데, 사람 살리는 일이 고통을 주는 일이란 걸 알게 되고 혼란스러워진 것.

그러던 어느 날, 간호사 생활 시작 이래 가장 아픈 환자를 마주하게 된다. 처음엔 그저 돈 많고 껄렁한 양아치인 줄 알았던 남자. 하지만 누구보다 병들고 약해진 남자. 시한부 판정을 받은 유일한 가족인 아들이를 데리고 온, 사실은 누구보다 살고 싶어 하는, 누구보다 아픈 남자 겨레에게 관심이 가기 시작하는데...

### 그 외 인물
- 원지안 : 하준경 (20대 중반, 여) 역 - 흑조 같은 여자, 그리고 '죽음', '절망' 그 자체. 눈이 인형같이 크고 동그란 예쁜 아이. 이렇게 예쁜 아이를 대체 누가 버린 거야... 보육원을 찾았던 어느 자원봉사자의 말이 단 한 순간도 잊히지 않는 걸 보면 준경 자신도 그것이 억장이 무너질 정도로 억울하다. 낮은 자존감이 '사랑은 구걸해야 하는 것'이라 생각하게 했고 그녀를 평생 불행할 수밖에 없는 사람으로 만들었다. 심지어 의부증 수준의 집착으로까지 번졌다. 그 집착의 대상은 물론, 겨레다. "지금부터 우리 가족 하자. 남매." 일곱 살 준경에게 처음으로 손을 내민 겨레는 그녀 세상의 전부다.

가족이고, 보호자고, 유일한 베스트 프렌드고, 애인이자 평생 함께할 동반자이며, 무엇보다 사랑이다... 누가 뭐래도 사랑이다. 준경은 오직 겨레의 사랑만을 원했다.
- 남태훈 : 장석준 (30대 초반, 남) 역 - 겨레, 준경과 같은 보육원 출신. 준경이 마음에 드는데, 눈에 불을 켜고 준경을 지키던 윤겨레. 석준은 그때부터 겨레가 거슬렸다. 그래봤자 보육원에서 만난 주제에 가족은 무슨 가족이며 남매는 무슨 남매. 그래서 더 겨레를 바닥으로 끌어 내리고 싶었다. 그림, 미대 어쩌고 하며 꿈 따위를 꾸는 겨레의 정착지원금 5백만 원부터 털었고 끝내 건달 똘마니로 만들어버렸다.
- 양희경 : 염순자 (70대 초반, 여) 역 - 조리 봉사자

태식과 겨레에게 엄마이자, 할머니이자, 외할머니이자, 나이 든 이모, 고모 역할까지 해주는 중요한 존재. 무료 봉사로 환자 및 보호자의 밥 만들어주는 일을 하고 있다. 대장금도 울고 갈 수준급 요리 실력이라, 소원 프로젝트에 없어서는 안 될 '팀 지니'의 에이스. 왜냐하면, 자신이 좋아하는 맛있는 음식을 먹고 떠나는 것을 마지막 소원으로 꼽는 사람들이 꽤 많기 때문.
- 길해연 : 최덕자 (60대 후반, 여) 역 - 청소 노동자

노동하면 '최덕자', 최덕자 하면 '노동'. 가발 공장 노동을 시작으로 여러 식당을 거쳐 백화점, 대학교, 시청, 심지어 국회까지 섭렵한 건물 청소계의 베테랑 중의 베테랑. 번 돈은 전부 다 기부해버리고 나랏돈으로 사는 게 인생의 자랑인 여사님. 그러한 여사님인데, 이제 부쩍 힘에 부쳐 쉬고 싶은 마음이지만, 몸이 말을 듣지 않는다.
- 유순웅 : 황차용 (70대 초반, 남) 역 - 청소 노동자

말수는 적지만 누구보다 성실히, 묵묵히 마지막 소원 성취 봉사에 참여한다. 왜냐하면 태식이, 꼭 아내의 마지막 소원을 들어주길 바라기 때문이다.
- 전채은 : 유서진 (10대 후반, 여) 역 - 여고생 봉사자

노래방을 운영해 낮에 나가 새벽 여섯 시에나 돌아오는 부모님의 얼굴을 가만 들여다본 기억이 없을 정도로 종일 혼자인 아이, 봉사 활동 시간을 채우러 '호스피스 병원'에 갔다가 교육까지 받고 전문 봉사자가 된 서진. 태식과 할머니들을 만난 그녀는 외로움의 늪에서 간신히 나왔고, 그곳이 집이 되었다.
- 신주환 : 양치훈 (30대 중반, 남) 역 - 젠틀맨으로 소문난 우리 호스피스 병원 의사, 그리고 대대손손 강직하고 점잖은 의사 집안의 아들. '팀 지니'와 마지막 소원 프로젝트에 대한 견해가 갈린다. 처음엔 '팀 지니' 사람들과 함께하는 것이 좋고, 뜻도 좋아 보여 도왔지만, 호스피스의 의미를 퇴색시키는 것 같아 고민이 많다.
- 박정표 : 구 복지사 역
- 여원 : 형준 역
- 남경주 : 윤기춘 역 - 겨레의 친아버지
- 장재희 : 재연 역
- 이천무 : 호연 역
- 박성일 : 표철우 역
- 김종구
- 김광규 : 노숙자 역
- 임형택
- 정미남
- 안다정 : 이한빛 역 - 우리 호스피스 병원 간호사
- 김숙인 : 오영옥 역
- 우강민
- 이규영

### 특별출연
- 박진주 : 임세희 역 - 시한부 환자, 뮤지컬 배우 지망생.
- 민우혁 : 표규태 역 - 뮤지컬 배우
- 정동환
- 전무송 : 편용호 역
- 김신록 : 혜진 역
- 옥예린 : 지우 역 - 형준을 다치게 한 가해자의 딸
- 이유미 : 거북이를 데리고 온 자원봉사자

## 수상
- 2022년 KBS 연기대상 남자 조연상 성동일

## 시청률
최저 시청률과 최고 시청률은 시청률 조사회사와 지역별로 시청률에 차이가 있을 수 있습니다.
| 2022년 | 2022년   | 2022년         | 2022년       | 2022년 |
| 회차   | 방송일   | AGB 시청률     | AGB 시청률   |        |
| 회차   | 방송일   | 대한민국(전국) | 서울(수도권) |        |
| ------ | -------- | -------------- | ------------ | ------ |
| 제1회  | 8월 10일 | 3.6%           | -            |        |
| 제2회  | 8월 11일 | 3.0%           | -            |        |
| 제3회  | 8월 17일 | 2.2%           | -            |        |
| 제4회  | 8월 18일 | 1.9%           | -            |        |
| 제5회  | 8월 24일 | 2.9%           | 3.3%         |        |
| 제6회  | 8월 25일 | 2.4%           | -            |        |
| 제7회  | 8월 31일 | 2.3%           | -            |        |
| 제8회  | 9월 1일  | 2.4%           | -            |        |
| 제9회  | 9월 7일  | 2.2%           | -            |        |
| 제10회 | 9월 8일  | 2.5%           | -            |        |
| 제11회 | 9월 14일 | 2.0%           | -            |        |
| 제12회 | 9월 15일 | 2.1%           | -            |        |
| 제13회 | 9월 21일 | 1.7%           | -            |        |
| 제14회 | 9월 22일 | 1.6%           | -            |        |
| 제15회 | 9월 28일 | 1.8%           | -            |        |
| 제16회 | 9월 29일 | 2.0%           | -            |        |